# Arrondissement de Borgo San Donnino
L'arrondissement de Borgo San Donnino est une ancienne subdivision administrative française du département du Taro créée le 24 mai 1808 dans le cadre de la nouvelle organisation administrative mise en place par Napoléon Ier en Italie et supprimée le 11 avril 1814, après la chute de l'Empire.

## Composition
L'arrondissement de Borgo San Donnino comprenait les cantons de Bardi, Borgo San Donnino, Busseto, Carpaneto, Cortemaggiore, Fiorenzuola d'Arda, Fontanellato, Lugaguano, Monticelli, Noceto, Pellegrino, San Secondo et Zibello.